# Kamehameha I.

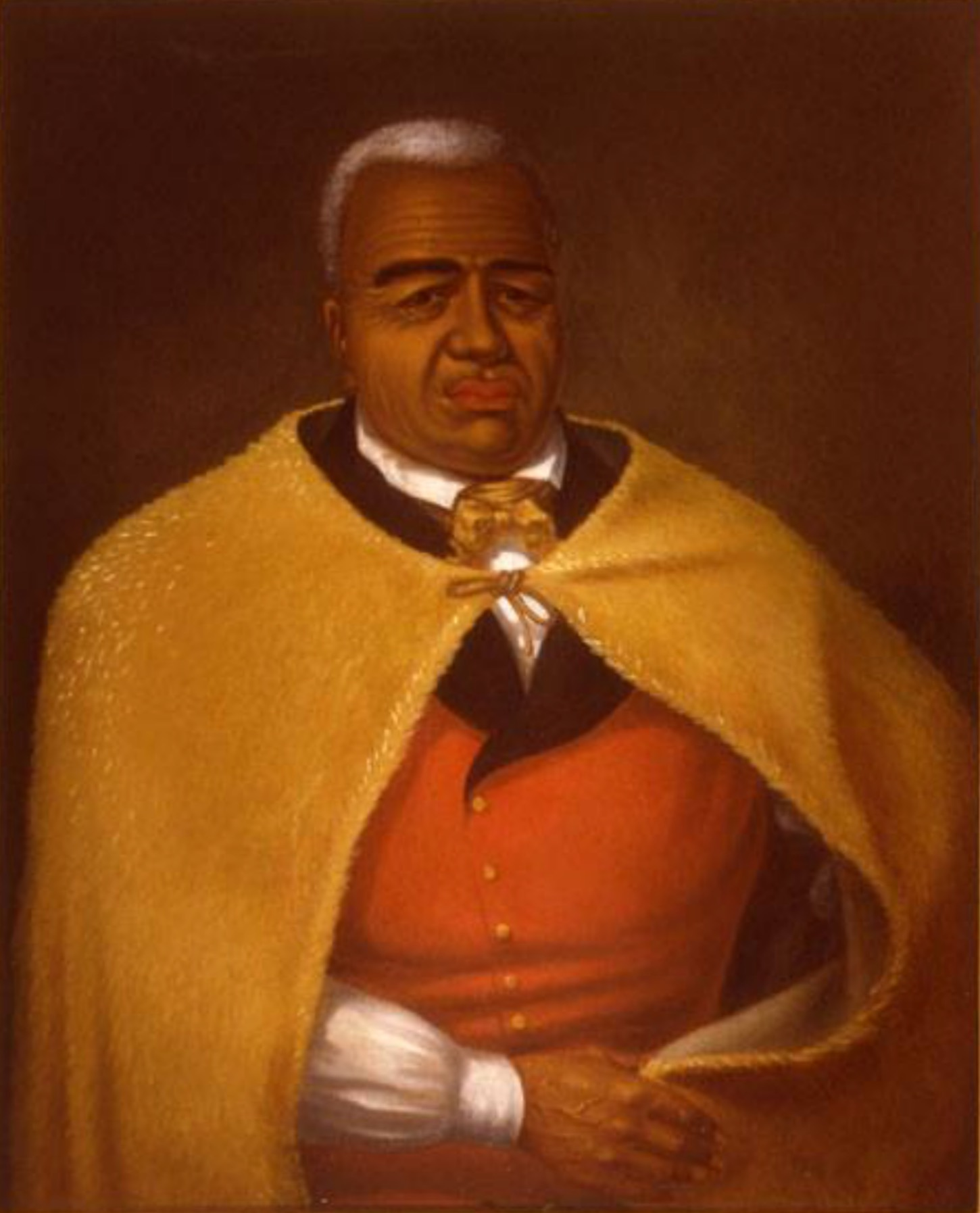
Porträt von Kamehameha I.

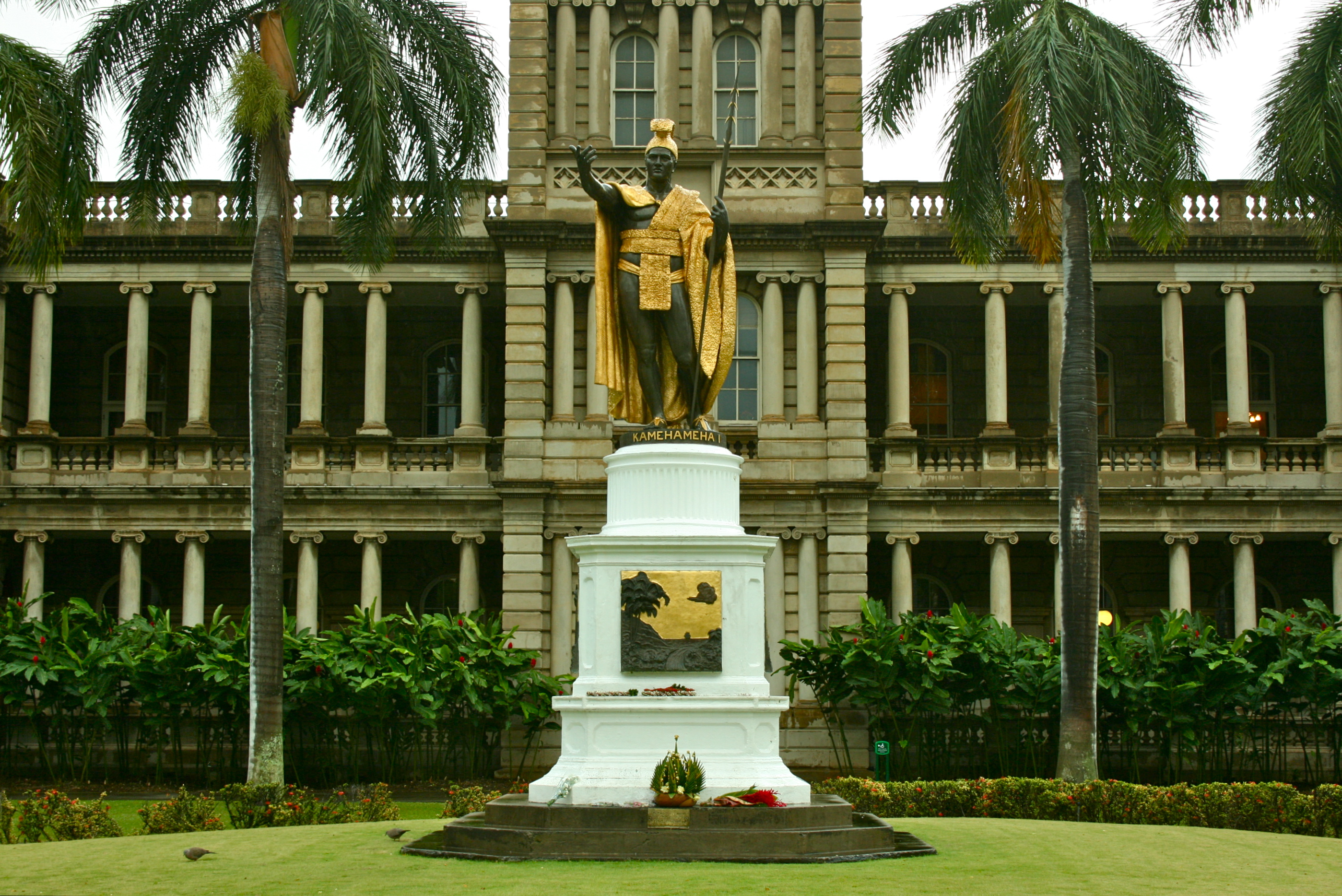
Statue von Kamehameha I. in Downtown Honolulu

Kamehameha I., der Große (* 1758 (?); † 1819) war der erste König von Hawaiʻi (1795–1819).
Das genaue Geburtsjahr ist unbekannt, Schätzungen zufolge liegt es zwischen 1736 und 1761. Als eine der frühesten Quellen gilt Francisco de Paula Marín, der 1819 beim Tod Kamehamehas anwesend war und dessen Alter mit 60½ Jahren angab. Legenden behaupteten außerdem, dass ein großer König eines Tages die hawaiischen Inseln vereinigen werde. Das Zeichen seiner Geburt werde ein Komet sein. Da der Halleysche Komet 1758 von Hawaiʻi aus zu sehen war, wird angenommen, dass dies das Geburtsjahr Kamehamehas I. war.
Kamehameha I. war der Neffe von Kalaniʻōpuʻu, jenes Häuptlings der Insel Hawaiʻi, bei dessen versuchter Festnahme James Cook getötet wurde. Nach dem Tod von Kalaniʻōpuʻu im Jahre 1782 wurde dessen Sohn Kiwalao Häuptling von Big Island. Kamehameha hatte eine hohe religiöse Stellung und wurde Wächter des Kriegsgottes Kūkāʻilimoku.
In den Jahren nach dem Tod Kalaniʻōpuʻus kam es mehrfach zu Auseinandersetzungen zwischen den Vettern, ohne dass es einem von beiden gelang, die Oberhand zu gewinnen. 1786 war Kahekili, der König von Maui, auf dem Gipfelpunkt seiner Macht. Er beherrschte außer Maui nicht nur Oʻahu, Molokaʻi und Lānaʻi, sondern auch Kauaʻi und Niʻihau durch eine Übereinkunft mit seinem Halbbruder Kaʻeokulani. 1790 gelang Kamehameha zwar ein Sieg über Kahekili, doch konnte er seine Macht noch nicht dauerhaft festigen. In weiteren Feldzügen, die bald auch Oʻahu einbezogen, sicherte sich Kamehameha geschickt die Unterstützung von Ausländern wie Isaac Davis, John Young und George Vancouver. Auf diese Weise gelangte er in den Besitz von Feuerwaffen, die ihm mehr und mehr die Überlegenheit verschafften.
Als sich 1810 Kaumualiʻi, der Häuptling von Kauaʻi, schließlich unterwarf, war Kamehameha alleiniger Herrscher der Inselgruppe.
Als König unternahm er einige Schritte, um sicherzugehen, dass die Inseln auch nach seinem Tod ein vereinigtes Reich blieben. Nach den Kriegen galt Kamehameha I. als gütiger und großzügiger König und wurde vom Volk verehrt.
Kamehameha vereinheitlichte das Rechtssystem und exportierte Rohstoffe (unter anderem Sandelholz) zur Förderung des Handels mit Europa und den USA. Dies stellte die Unabhängigkeit der Inseln sicher, während andere Inseln des Pazifiks sich den Kolonialmächten unterwerfen mussten. Tatsächlich behielt das hawaiische Königreich seine Unabhängigkeit, mit Ausnahme einer kurzen fünfmonatigen Besetzungszeit 1843, bis zur Annexion durch die USA 1898.

## Sonstiges
- 1864 stiftete Kamehameha V. den Orden Kamehamehas I.
- Mehrere Statuen von Kamehameha I. befinden sich an verschiedenen Orten Hawaiis. Sie sind nicht nur Symbole Hawaiis, sondern werden von vielen Hawaiiern als Objekte spiritueller Verehrung angesehen. Ein Abguss befindet sich in der Sammlung der National Statuary Hall Collection des Kapitols in Washington, D.C.
- In den 1960er Jahren benannte die United States Navy das U-Boot Kamehameha nach ihm.
- In der Fernsehserie Magnum ist ein Club nach ihm benannt, der King Kamehameha Club. Dieser fiktive Club wiederum ist Namenspate für den King Kamehameha Club in Frankfurt am Main.
- Im Manga und Anime Dragon Ball heißt eine Attacke in Form einer Energiewelle Kamehameha. Dragon-Ball-Schöpfer Akira Toriyama fragte seine Frau Nachi Makima nach einem Namen für eine Kame-Attacke (japanisch für Schildkröte) und sie kam auf den hawaiischen Königsnamen.[3]